# جمنه
جمنه (به عربی: جمنة) یک منطقهٔ مسکونی در تونس است که در استان قبلی واقع شده‌است. جمنه  ۶٬۱۲۸ نفر جمعیت دارد.